# انتون ماجليكا
انتون ماجليكا (بالكرواتية: Anton Maglica) (11 نوفمبر 1991 ببرتشكو في البوسنة والهرسك - ) هو لاعب كرة قدم كرواتي في مركز الهجوم. شارك مع منتخب كرواتيا تحت 19 سنة لكرة القدم ومنتخب كرواتيا تحت 21 سنة لكرة القدم. أما مع النوادي، فقد لعب مع أبولون ليماسول وهايدوك سبليت ونادي أوسييك.

## روابط خارجية
- انتون ماجليكا على موقع اتحاد كرواتيا (الكرواتية)
- انتون ماجليكا على موقع اتحاد تركيا (لاعب) (الإنجليزية)
- انتون ماجليكا على موقع قاعدة بيانات كرة القدم.إي يو (الإنجليزية)
- انتون ماجليكا على موقع Soccerway.com (الإنجليزية)
- انتون ماجليكا على موقع عالم كرة القدم.نت (الإنجليزية)